# Sassetot-le-Malgardé
Sassetot-le-Malgardé är en kommun i departementet Seine-Maritime i regionen Normandie i norra Frankrike. Kommunen ligger i kantonen Bacqueville-en-Caux som tillhör arrondissementet Dieppe. År 2022 hade Sassetot-le-Malgardé 105 invånare.

## Befolkningsutveckling
Antalet invånare i kommunen Sassetot-le-Malgardé
| Referens: INSEE |